# Андріанцімітовіамініандріана
Андріанцімітовіамініандріана (*д/н — 1730) — 1-й мпанзака (володар) держави Імерина-Аварадрано у 1710—1730 роках. Повне ім'я Андріанцімітовіамініандріана Андріандразака.

## Життєпис
Син Андріамасінавалуни, мпанзаки Імерини, від Ратомпоіндраоандріани. Замолоду призначений намісником важливого міста Амбогіманги. Став фактично самостійним володарем після того, як напочатку 1700-х років його зведений брат Андріантомпунімерина І захопив Андріамасінавалуну, якого утримував в почесному полоні протягом 7 років.
Остаточно став незалежним після смерті батька у 1710 році, отримавши відповідно до заповіту також східну область Аварадрано. Прийняв відповідний титул. Невдовзі почав війну із своїми братами за право одноосібно панувати в Імерині. Спочатку підступом атакував Адріанматронавалувалунімеріну, захопивши його столицю Амбогітрабібу. За цим створив мережу захисних споруд навколо своєї столиці Амбогіманги, разом з тим суттєво її розширивши.
Для захисту столиці від пожеже видав закон, яким накладався штраф на власника будинку, пожежа якого знищувало сусіднє майно, а мешканці сусідніх зі столицею сел поивинні були надати додаткову данинну, якщо в них виникала пожежа.
Він призначив конкретні райони, де воду можна брати для використання в обрядах монаршого обрізання. Затвердив 3 церемоніальні способи проголошення священної та обов'язкової присяги: мівелі-рано (удари палицею по поверхні водойми), мілефон'омбі (враження списом теляти) та місотро-вокака (питна вода, змішана з попелом, взятим з царської могили).
Водночас продовжив практику батька, надавши володінням названим синам: Андріантоарані — Аласору, Раціманджаку — Аносіаріво, Андріампаліманану — Цирангайну. Ракотомаво після смерті батька повинен був успадкувати основні землі зі столицею Амбогімангою, що й сталося близько 1730 року.

## Родина
Одружився з Рампампанамонітані. Подружжя не мало власних дітей, що змусило усиновити 8 дочок і 5 синів своїх сестер Рангорінімерини та Рангоріманани.